# 桑丹斯基角

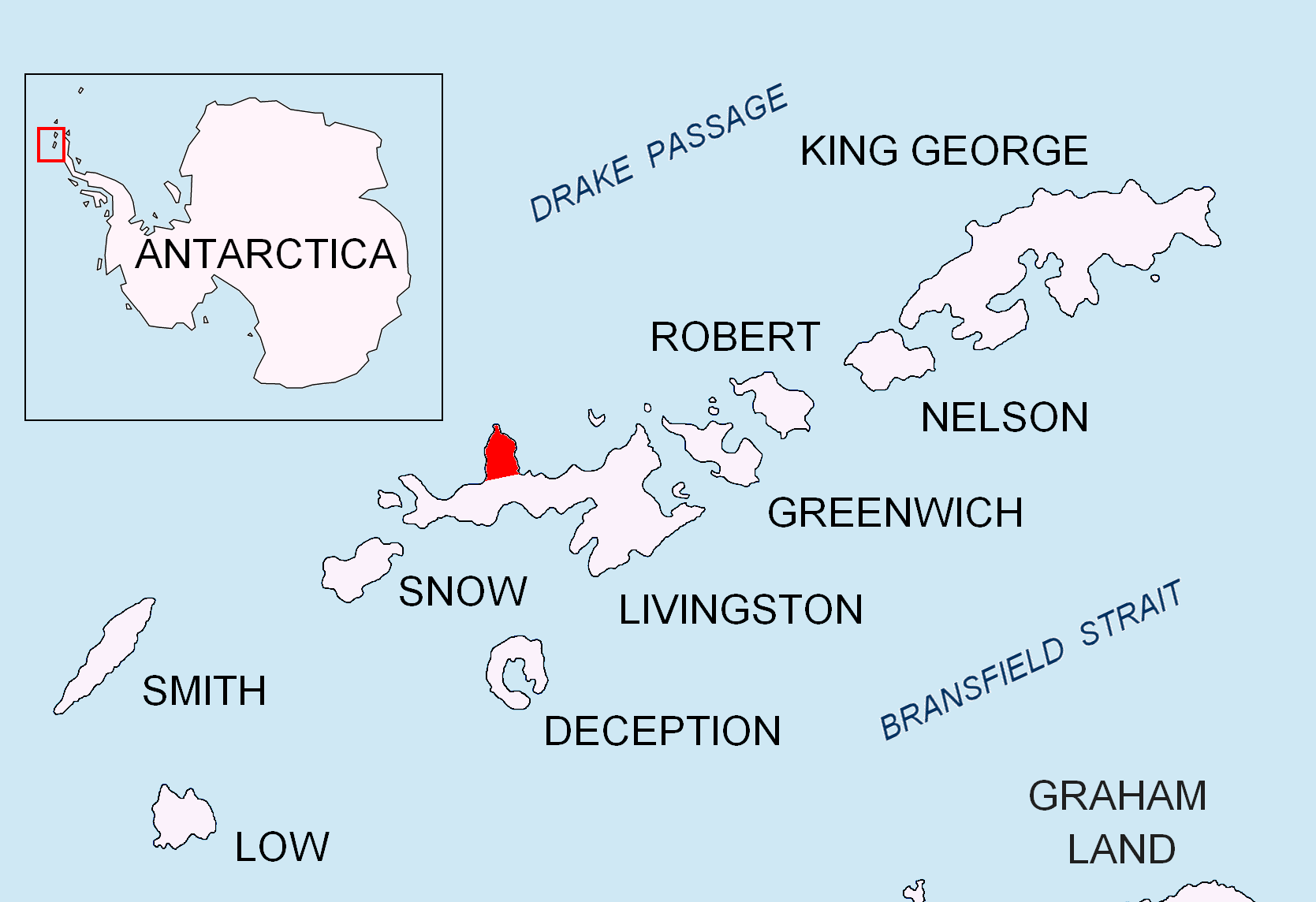

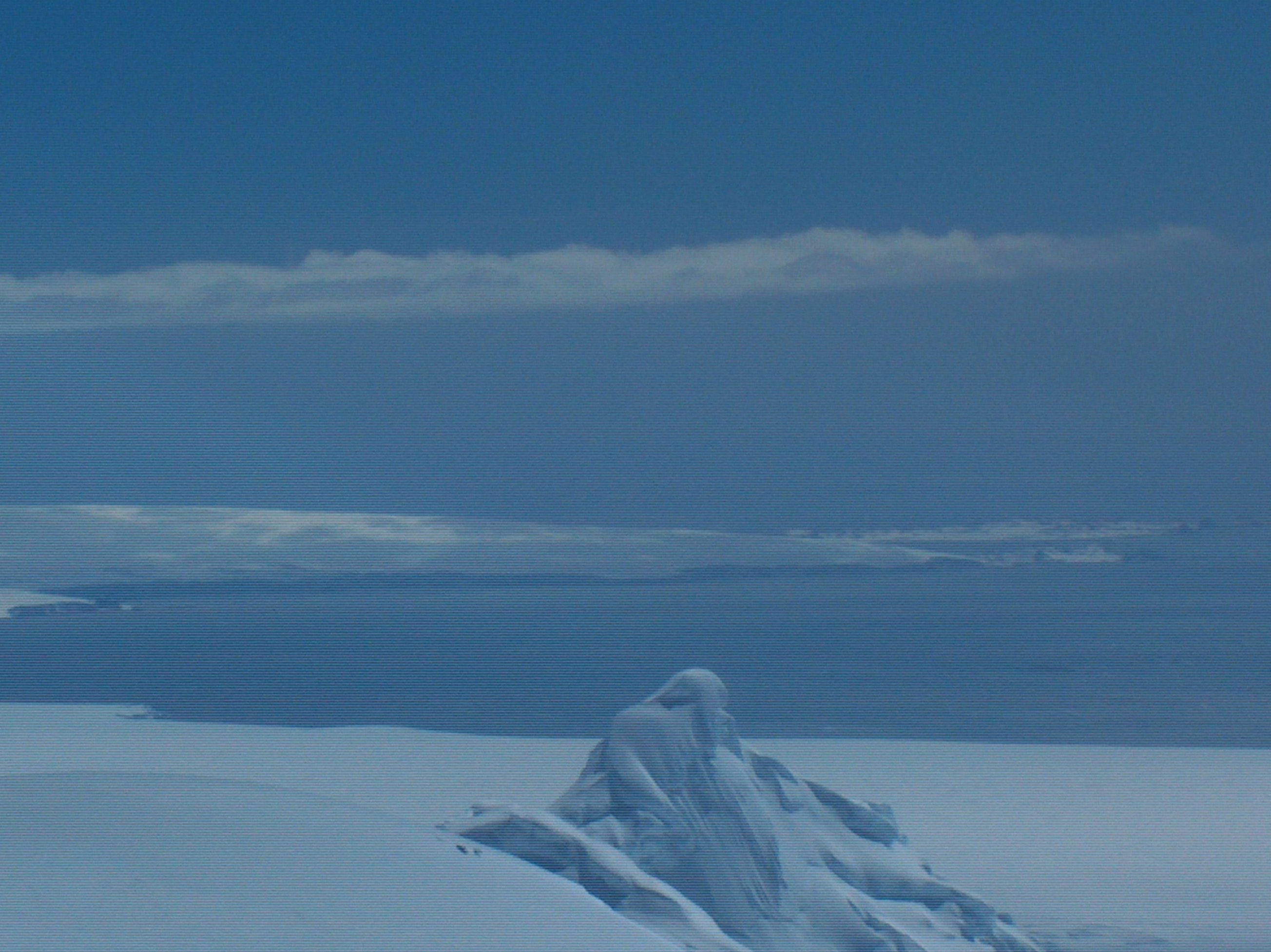

桑丹斯基角是南極洲的海岬，位於南設得蘭群島中利文斯頓島的若望保祿二世半島東岸，處於阿圭羅角以西3.4公里、布萊克角東南面2.8公里，以保加利亞西南部城鎮命名。

## 外部連結
- SCAR Composite Antarctic Gazetteer（页面存档备份，存于）.